# Bhutan-1
Bhutan-1 war der erste bhutanische Satellit. Es handelte sich um einen Cubesat, der im Rahmen des Birds-2-Programms an der Technischen Universität Kyūshū in Japan entwickelt wurde. Das Projekt half kleineren Nationen dabei, erste Erfahrungen im Bereich der Weltraumforschung zu sammeln. Am 29. Juni 2018 startete der Satellit gemeinsam mit zwei Satelliten gleichen Formats, entwickelt durch Ingenieure aus Malaysia und den Philippinen, auf einer Falcon-9-Rakete in Richtung Internationale Raumstation. Von dort aus wurde er am 10. August desselben Jahres in eine eigene niedrige Erdumlaufbahn entlassen.

## Hintergrund
Das Global Multi-Nation Birds Satellite project (BIRDS) der Technischen Universität Kyūshū ermöglicht es kleinen Nationen und deren Ingenieure, erste Erfahrungen im Bereich der Raumfahrt zu erwerben. Im Zuge der ersten Missionen hatten Ghana, Nigeria, Bangladesch und die Mongolei an dem Projekt teilgenommen.
2016 gründete das Ministerium für Information und Kommunikation – auf Verfügung des bhutanischen Königs Jigme Khesar Namgyel Wangchuck hin – eine staatliche Raumfahrtagentur und kündigte an, sich am Birds-Projekt beteiligen zu wollen.

## Entwicklung
Die Entwicklung von Bhutan-1 begann im November 2016. Konzipiert und gefertigt wurde der Satellit von Studenten der Luft- und Raumfahrttechnik. Das Projekt diente als Thema ihrer jeweiligen Master-Abschlüsse.
Bhutan-1 ist ein 1U-Cubesat mit den standardisierten Abmessungen von 10 × 10 × 11,35 cm und einem Gewicht von 1,11 kg. Im März 2017 begann die Design- und Testphase der verschiedenen Subsysteme. Bis Oktober desselben Jahres wurden zwei Prototypen des Satelliten gebaut.

## Ausstattung

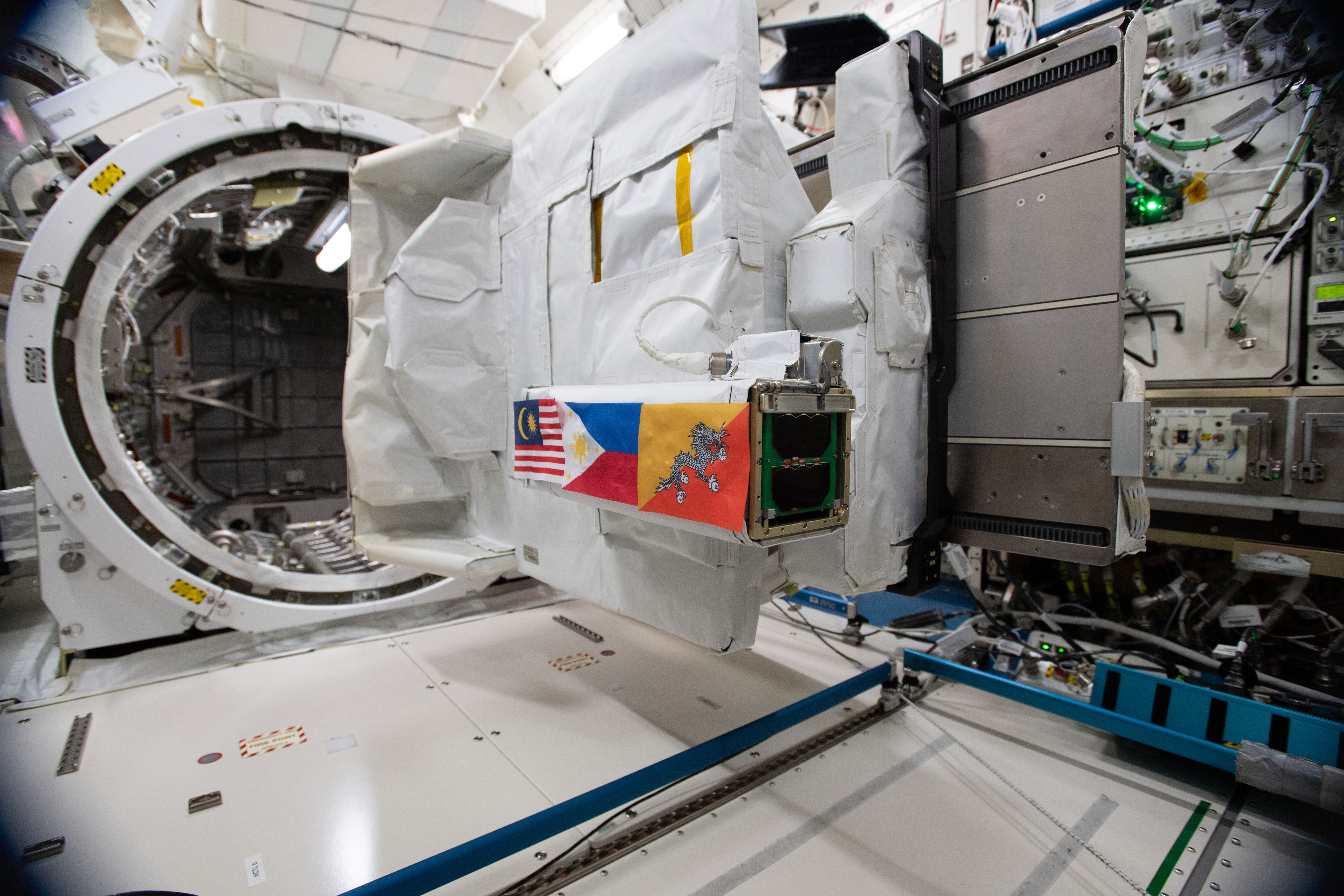
Birds-2 im Small Satellite Orbital Deployer des Kibō-Moduls

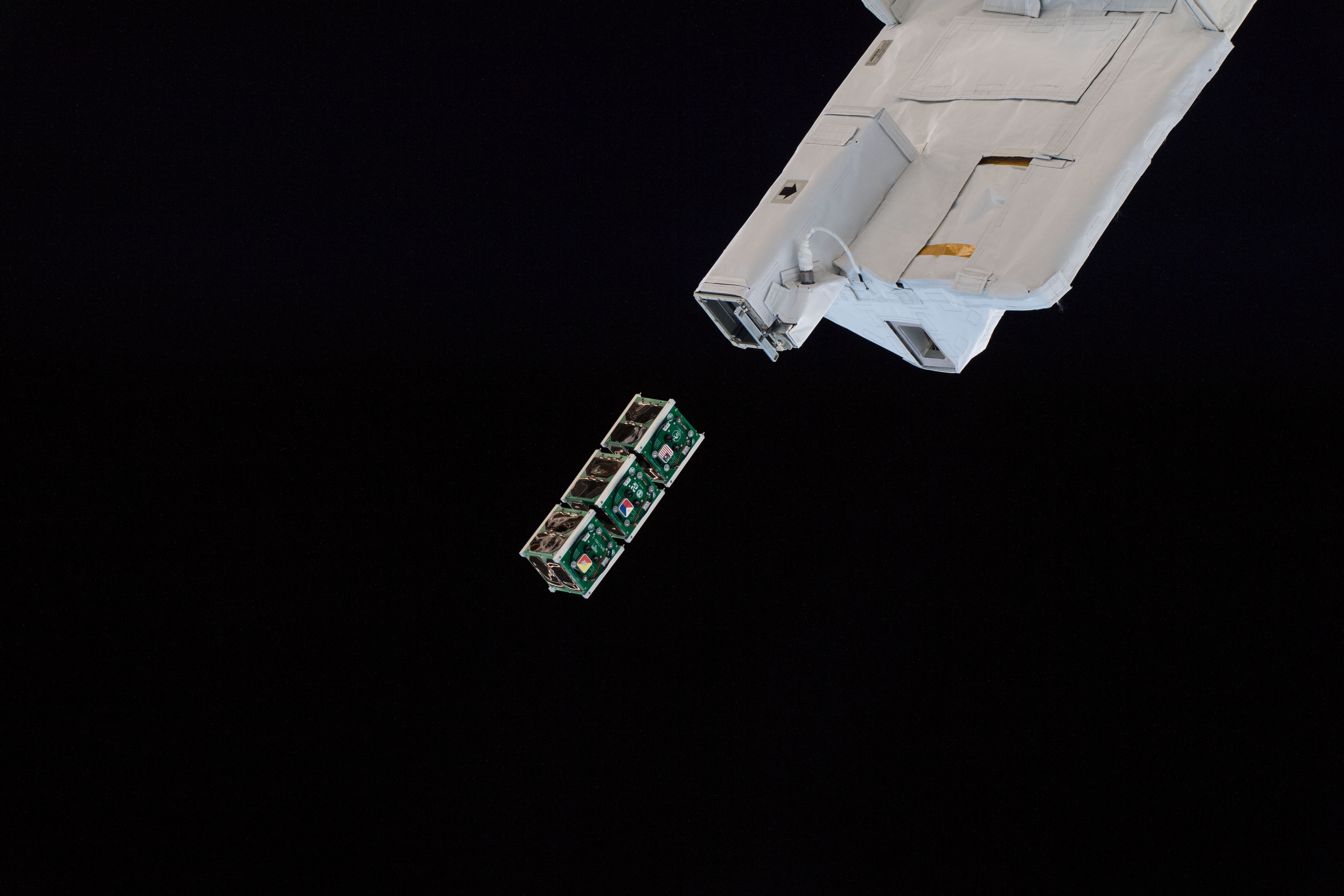
Die drei Cubesats werden ausgesetzt

| Instrumente                       | Verwendung |
| --------------------------------- | --- |
| Kameras                           | Bhutan-1 verfügte über zwei 5-Megapixel-Kameras mit unterschiedlichem Auflösungsvermögen. Vorgesehen waren wiederholte Bildaufnahmen des jeweiligen Herkunftslandes verschiedener Auflösung. Mit den Aufnahmen waren Beobachtung und Dokumentation von Gletscher-, Seen- und Waldentwicklung in Bhutan möglich. Zudem war eine der optischen Instrumente zur Aufnahme von Videos geeignet, womit der Moment des Entlassens in den eigenen Orbit festgehalten wurde. |
| Automatic Packet Reporting System | Das Amateurfunkmodul erlaubte das Ansteuern via erdgebundener Funktechnik (145 Megahertz) bei Überflug des Satelliten. Das Modul war in der Lage, Textnachrichten zu empfangen und weiterzuleiten. Zudem wurden entsprechende Eingänge zwischengespeichert und gebündelt an die Bodenstation weitergeleitet. |
| GPS-Modul                         | Eine neu entwickeltes Niedrigenergie-GPS-Modul zur dessen Erprobung im All. |
| Single Event Latch-up (SEL)       | Das Modul zeichnete eventuelle strahlungsbedingte Latch-Up-Effekte während des Betriebs auf und übermittelte deren Eintritt an die Bodenstation. |
| Magnetometer                      | Das Magnetometer vermaß das Erdmagnetfeld. Die übermittelten Werte wurden am Boden mit den entsprechenden Messwerten auf der Erde abgeglichen. |

## Start
Die drei Nanosatelliten wurden am 29. Juni 2018 als Teil der Nutzlast eines Versorgungsflugs zur ISS gestartet. Als Trägerrakete diente eine SpaceX Falcon 9. Auf der ISS angekommen wurden die Satelliten der Dragon-1-Versorgungskapsel entnommen und in das japanische Modul Kibō verbracht, von dem aus sie im August 2018 mit Hilfe des Small Satellite Orbital Deployers in einen eigenen Orbit entlassen wurden. Die drei Satelliten werden gemeinsam betrieben.

## Betrieb
Bhutan-1 arbeitete zunächst in einer Umlaufbahn in etwa 405 bis 415 km Höhe, die innerhalb eines Jahres auf zirka 383 bis 390 km absank. Er überflog Bhutan drei- bis viermal am Tag für jeweils vier bis fünf Minuten. Der vorgesehene Einsatzzeitraum lag bei sechs bis neun Monaten, war theoretisch aber auf bis zu zwei Jahre verlängerbar. Da der Satellit über keinen eigenen Antrieb verfügte, reduzierte sich die Höhe seines Orbits allmählich, bis er am 18. November 2020 in der oberen Atmosphäre der Erde verglühte. Der letzte Kontakt mit der Bodenstation war am 16. November erfolgt.
Die Kosten für die Ausbildung der Ingenieure, den Bau des Satelliten sowie die Einrichtung der Bodenstation zur Verarbeitung der Informationen waren mit etwa 280.000 US-Dollar angegeben und wurden durch das zuständige Ministerium Bhutans getragen.

## Weitere Entwicklung
Die Indian Space Research Organization (ISRO) und das Department of Information Technology and Telecom (DITT) in Thimphu hatten gemeinsamen den zweiten Kleinsatellit für Bhutan entwickelt, der ursprünglich im Dezember 2021 gestartet werden sollte. Am 26. November 2022 war der Start geglückt. Der Nanosatellit India-Bhutan SAT, auch bekannt als ISRO Nano Satellite 2, wird von den Bhutanern stolz als Bhutan-2 bezeichnet. Dieser hat die Aufgabe für Bhutan hochauflösende Bilder für die Kartierung und Verwaltung seiner natürlichen Ressourcen, der Landwirtschaft und der Wälder zu liefern.